# 素敵にChu!モレラ
素敵にChu!モレラ（すてきにちゅ！もれら）は、AM岐阜ラジオで土曜日午後に放送されていたラジオ番組である。
岐阜県本巣市に2006年4月にオープンした「日本最大級ショッピングモール・モレラ岐阜」からの公開生放送番組である。番組内容は、冒頭に一言コメントをいい、すぐに音楽を掛けるという手順で、「こんにちは○○です。」という自己紹介は後回しにしている。前番組の「G着!」もJR岐阜駅内での公開生放送であった。

## 放送時間

### 開始～2007.3.31
- 毎週土曜日　14:00～16:00(JST)

### 2007.4.7～2011.9.24
- 毎週土曜日　12:00～14:00(JST、ダブジェネカウントダウンと枠入替)

## パーソナリティ
- 相川真一
- 林景子